# Waldemar Kobus
Waldemar Kobus (Szczytno, 1966) is een Duits acteur geboren in Polen.
Van 1988 tot 1991 volgde hij een theaterschool genaamd Otto-Falckenberg-Schule in München. Sinds die tijd heeft hij in verschillende theaters gespeeld in: Frankfurt, Bochum, Stuttgart, Zürich, Wenen en Keulen. Sinds de jaren 90 is hij te zien in films en televisieseries. Maar vanaf ongeveer 2001 beginnen mensen hem echt te herkennen. In Duitsland is hij 'doorgebroken' met de rol van de politieagent 'Viktor Schimanek' in de Duitse komedieserie Alles Atze. Zijn internationale doorbraak kwam door de film Zwartboek van Paul Verhoeven. Daarin speelde hij de bloeddorstige SS-officier 'Günther Franken'.
In 2007 sprak hij de stem van de yeti in de animatiefilm Lissi und der wilde Kaiser. Ook speelde hij in 2007 in de film Rennschwein Rudi Russel 2, als politieman op het bureau.
Hij was te zien in de film Speed Racer van de Wachowski's. In Valkyrie (met Tom Cruise en Carice van Houten) speelt hij de politiechef van Berlijn. In 2008 was hij te zien in de WWII-film Miracle at St. Anna van regisseur Spike Lee. In 2012 speelde hij in de Duitse jeugdfilm Das Haus der Krokodile.
Naast het acteren is hij ook zanger. Hij zingt op het Kölner Karneval. Hij schrijft en zingt liedjes met de componisten Klaus Fehling en Uli Winters.
Kobus is getrouwd met de Duitse actrice Traute Hoess. Samen wonen ze in Bochum.

## Filmografie (selectie)

### Bioscoop
- 1992: Ein Fall für TKKG: Drachenauge
- 1999: Sonnenallee
- 2003: Narren
- 2004: Besser als Schule
- 2004: (T)Raumschiff Surprise – periode 1
- 2006: Black Book
- 2006: Die Österreichische Methode
- 2007: Reine Geschmacksache
- 2007: Rennschwein Rudi Rüssel 2 – Rudi rennt wieder!
- 2007: Freischwimmer
- 2007: Lissi und der wilde Kaiser (spreekrol)
- 2008: Speed Racer
- 2008: Buffalo Soldiers ’44 – Das Wunder von St. Anna
- 2008: Operation Walküre – Das Stauffenberg-Attentat (Valkyrie)
- 2009: Die Wilden Hühner und das Leben
- 2009: Hinter Kaifeck
- 2009: Liebe Mauer
- 2009: Wickie und die starken Männer
- 2010: Nemesis
- 2010: Jud Süß – Film ohne Gewissen
- 2010: Hochzeitspolka
- 2011: Ein Tick anders
- 2011: Wickie auf großer Fahrt
- 2012: Das Haus der Krokodile
- 2012: Russendisko
- 2013: Die schwarzen Brüder
- 2017: Wendy – Der Film
- 2017: Die Frau des Zoodirektors (The Zookeeper’s Wife)
- 2017: Das Pubertier – Der Film
- 2017: Der Hauptmann
- 2018: Wendy 2 – Freundschaft für immer
- 2019: Ein verborgenes Leben (A Hidden Life)
- 2020: Die Wolf-Gäng
- 2022: The Magic Flute – Das Vermächtnis der Zauberflöte
- 2023: Seneca – Oder: Über die Geburt von Erdbeben (Seneca)

### Televisie
- 1994, 2004: Ein Fall für zwei (televisieserie, verschillende rollen, 2 afleveringen)
- 1995: Stadtklinik (televisieserie, aflevering Die Ärztekammer)
- 1996: Der Bergdoktor (televisieserie, aflevering Herz-Jesu-Feuer)
- 1998: Balko (televisieserie, aflevering Null Toleranz)
- 1998: SK-Babies (televisieserie, aflevering Die Fliege)
- 1999: Tatort: Martinsfeuer (televisieserie)
- 2001: Schimanski: Kinder der Hölle (televisieserie)
- 2001: Tatort: Mördergrube
- 2002–2003: Ritas Welt (televisieserie, 2 afleveringen)
- 2002: SK Kölsch (televisieserie, aflevering Altes Eisen)
- 2002: Sternenfänger (televisieserie, 9 afleveringen)
- 2002: Wilsberg: Wilsberg und der Tote im Beichtstuhl (televisieserie)
- 2003: Die Cleveren (televisieserie, 2 afleveringen)
- 2003: Das Wunder von Lengede
- 2003, 2004: Nikola (televisieserie, verschillende rollen, 2 afleveringen)
- 2003–2023: SOKO Köln (televisieserie, verschillende rollen, 4 afleveringen)
- 2004: Stauffenberg
- 2004: Die Wache (televisieserie, aflevering Der Eismann)
- 2004: Die Sitte (televisieserie, aflevering Tödliche Rast)
- 2004: Das Zimmermädchen und der Millionär
- 2004: Typisch Mann! (televisieserie, aflevering Heimwerker)
- 2004: Tatort: Abschaum
- 2004: Tatort: Abgezockt
- 2004: Die Rettungsflieger (televisieserie, aflevering Der kleine Held)
- 2004–2007: Alles Atze (televisieserie, 34 afleveringen)
- 2005: Der Dicke/Die Kanzlei (televisieserie, aflevering Südseeträume)
- 2005: Der Vater meiner Schwester
- 2005: Arnies Welt
- 2006, 2011: Großstadtrevier (televisieserie, verschillende rollen, 2 afleveringen)
- 2007: Tatort: Liebeshunger
- 2007: Notruf Hafenkante (televisieserie, aflevering Das brennende Brautkleid)
- 2007: Doppelter Einsatz (televisieserie, aflevering Nackte Angst)
- 2007: Das Gelübde
- 2008: Post Mortem – Beweise sind unsterblich (televisieserie, aflevering Schutzlos)
- 2008: Schade um das schöne Geld
- 2009: Der Kapitän (televisieserie, 2 afleveringen)
- 2009: Killerjagd. Töte mich, wenn du kannst
- 2009: Polizeiruf 110: Fehlschuss (televisieserie)
- 2010: Rennschwein Rudi Rüssel (televisieserie, aflevering Rudi und Rudi)
- 2010: Der letzte Bulle (televisieserie, aflevering Ein Stern über Essen)
- 2010: Die Pfefferkörner (televisieserie, aflevering Abgefahren)
- 2011: Danni Lowinski (televisieserie, aflevering Wintermärchen)
- 2011: Visus – Expedition Arche Noah
- 2011: An einem Tag in Duisburg – Todesfalle Loveparade
- 2011: Heiter bis tödlich: Nordisch herb (televisieserie, 5 afleveringen)
- 2011: SOKO Leipzig (televisieserie, aflevering Feuerteufel)
- 2012: Eine Hand wäscht die andere
- 2012–2015: Die LottoKönige (televisieserie, 18 afleveringen)
- 2013: Letzte Spur Berlin (televisieserie, aflevering Familienehre)
- 2014: Der letzte Kronzeuge – Flucht in die Alpen (televisiefilm)
- 2014: Die Fahnderin
- 2014: Schlaflos in Istanbul
- 2014: Kommissar Dupin: Bretonische Brandung (televisieserie)
- 2015: Sesamstrasse präsentiert: Der Schatz des Käpt’n Karotte (televisieserie)
- 2015: Aus der Kurve
- 2015–2018: Nord Nord Mord (televisieserie)
  - 2015: Clüvers Geheimnis
  - 2016: Clüver und der tote Koch
  - 2017: Clüver und die wilde Nacht
  - 2017: Clüver und der König von Sylt
  - 2018: Clüver und der leise Tod
- 2016: Der Athen-Krimi – Trojanische Pferde (televisieserie)
- 2016: Wilsberg: In Treu und Glauben
- 2017: Der Staatsanwalt (televisieserie, aflevering Rheingau blutrot)
- 2017: Babylon Berlin (televisieserie, 4 afleveringen)
- 2017: Triff … (televisieserie, aflevering Triff Martin Luther)
- 2018: Alarm für Cobra 11 – Die Autobahnpolizei (televisieserie, aflevering Held der Straße)
- 2018: Beat (televisieserie, 6 afleveringen)
- 2018: Hubert und Staller – Eine schöne Bescherung
- 2019: Polizeiruf 110: Heimatliebe
- 2020: Die Chefin (televisieserie, aflevering Schuld)
- 2020: ÜberWeihnachten (miniserie)
- 2021: Goldjungs (televisiefilm)
- 2023: Die Therapie (televisieserie, 1x01–1x06)
- 2023: Sechs auf einen Streich – Das Märchen von der Zauberflöte (televisiefilm)

## Onderscheidingen
- 2021: Preis der Deutschen Akademie für Fernsehen in de categorie Schauspieler Nebenrolle voor Goldjungs